# Pavol Valášek
Pavol Valášek (* 1993 in Ružomberok, Slowakei) ist ein slowakischer Organist, Pianist und Chorregent.

## Leben
Pavol Valášek studierte Orgel am Konservatorium in Žilina bei Mag. Marián Muška und an der Hochschule für Musik und darstellende Kunst in Bratislava bei Imrich Szabó. Von 2017 an studierte er in der Klasse von Rainer Oster, in der er im Sommer 2019 sein Orgelstudium mit der Bachelorprüfung abschloss.
In den Jahren 2019 bis 2021 folgte ein Masterstudium in der Klasse von Andreas Rothkopf an der Hochschule für Musik in Saarbrücken, das er mit Auszeichnung abgeschlossen hat. Seit September 2022 ist er als hauptamtlicher Organist und Chorregent in Oberstdorf tätig.
Um seine Kenntnisse zu erweitern, besuchte er auch Meisterkurse bei renommierten Interpreten: Olivier Latry, Jean-Baptiste Monnot, Thierry Escaich, Vincent Warnier, Zuzana Mausen-Ferjenčíková, Monika Melcová und Ernst Wally.

## Erfolge
Valášek nahm an mehreren internationalen Wettbewerben teil. In St. Maurice, Hamburg, Katowice und Opava wurde er jeweils Semifinalist und im Jahre 2013 wurde ihm beim gesamtslowakischen Orgelwettbewerb der jungen Organisten in Košice ein 3. Preis verliehen.  2018 war er Stipendiat der Dr. Bruno und Elisabeth Meindl-Stiftung. 2020 wurde ihm das Deutschland-Stipendium verliehen.

## Produktionen
Von 2014 bis 2017 arbeitete der Organist mit dem Symphonischen Orchester des Slowakischen Rundfunks und mit dem Nationalen Männerchor (SZSU). 
Gleichzeitig nahm der junge Künstler mehrere solistische Produktionen auf (u. a. bei dem Slowakischen Rundfunk, und Fernsehen RTVS, dem Tschechischen Rundfunk und dem Saarländischen Rundfunk), wobei er Werken von Johann Sebastian Bach, Joseph Bonnet, Jeanne Demmesieux, Franz Liszt und Julius Reubke interpretierte.
2015 folgte seine erste CD-Veröffentlichung anlässlich der Orgeleinweihung in Sielnica. 
In der Slowakei zählt Pavol Valasek zu den profiliertesten Organisten seiner Generation. Im Februar und Dezember 2019, im Juni 2022, Februar 2023 und Mai 2024 unterrichtete als Gastdozent am Konservatorium in Žilina.
Im Jahr 2019 nahm er mit Unterstützung von „Music Fund Slovakia“ und „Stiftung Historische Musik“ eine Profil-CD an den berühmten Orgeln im Schweriner Dom und in Dudelange (Luxembourg) auf.

„Maßgebend für ihn ist neben der Klangfarbigkeit und Transparenz, eine Virtuosität, die ohne Effekthascherei auskommt. Für ihn ist die Arbeit an seinen Programmen Verpflichtung und Spielfreude zugleich.“

Pavol Valášek hat regelmäßige Auftritte im In- und Ausland (u. a. Slowakei, Tschechien, Luxemburg und Deutschland) und konzertiert mit verschiedenen Solisten, Chören und Ensembles, wie etwa mit dem Bach Collegium Saarbrücken, dem SKO Žilina oder dem Staatlichen Kammerorchester Žilina.
Im Oktober 2023 trat er gemeinsam mit Sarah Kim und Lucile Dollat während des Konzerts „Rising Stars“ in Dudelange auf.
Auch zeitgenössische Musik liegt Pavol Valasek besonders am Herzen, so hat er zahlreiche Kompositionen für Orgelsolo oder Kammermusik uraufgeführt, wie z. B. Tomas Vrskovy, Peter Spilak, Lubos Bernath oder Gorka Cuesta (Saarlouis-Lisdorf 2020).